# Liste des résolutions du Conseil de sécurité des Nations unies adoptées en 1969
Les résolutions du Conseil de sécurité des Nations unies sont les décisions qui sont votées par le Conseil de sécurité des Nations unies.
Une telle résolution est acceptée si au moins neuf des quinze membres (depuis le 17 décembre 1963, 11 membres avant cette date) votent en sa faveur et si aucun des membres permanents qui sont la Chine, les États-Unis, la France, le Royaume-Uni et l'Union soviétique (la Russie depuis 1991) n'émet de vote contre (qui est désigné couramment comme un veto).

## Résolutions 263 à 275
- Résolution 263 : langues de travail du Conseil de sécurité (adoptée le 24 janvier 1969).
- Résolution 264 : la situation en Namibie (adoptée le 20 mars 1969).
- Résolution 265 : la situation au Moyen-Orient (adoptée le 1er avril 1969).
- Résolution 266 : extension du stationnement à Chypre (adoptée le 10 juin 1969).
- Résolution 267 : la situation au Moyen-Orient (adoptée le 3 juillet 1969).
- Résolution 268 : plainte de la Zambie (adoptée le 3 juillet 1969).
- Résolution 269 : la situation en Namibie (adoptée le 12 août 1969).
- Résolution 270 : la situation au Moyen-Orient (adoptée le 26 août 1969).
- Résolution 271 : La situation au Moyen-Orient (adoptée le 15 septembre 1969).
- Résolution 272 : Cour internationale de justice (adoptée le 23 octobre 1969).
- Résolution 273 : plainte du Sénégal (adoptée le 9 décembre 1969).
- Résolution 274 : extension du stationnement à Chypre (adoptée le 11 décembre 1969).
- Résolution 275 : plainte de la Guinée (adoptée le 22 décembre 1969).